# Яр Пугачиха
Яр Пугачиха — балка (річка) в Україні у Олександрійському районі Кіровоградської області. Права притока річки Дніпра (басейн Дніпра).

## Опис
Довжина балки приблизно 8,78 км, найкоротша відстань між витоком і гирлом — 7,70  км, коефіцієнт звивистості річки — 1,14 . Формується декількома струмками та загатами.

## Розташування
Бере початок біля села Семигір'я (колишнє Пугачиха Вуічева). Тече переважно на північний схід через село Велика Андрусівка і впадає у річку Дніпро (Кременчуцьке водосховище).

## Історія
- До створення Кременчуцької ГЕС у хуторі Тясминка[1] балка впадала у річку Тясмин.

## Цікаві факти
- У селі Велика Андрусівка балку перетинає автошлях Р10[2] (автомобільний шлях у Черкаській, Кіровоградській та Полтавській областях).
- На балці існує ботанічний заказник загальнодержавного значення в Україні Цюпина балка[2].